# Tatjana Lisenko
Tatjana Lisenko (rus. Татьяна Викторовна Лысенко, Bataysk, 9. listopada 1983.) umirovljena je ruska bacačica kladiva, osvajačica zlata na Olimpijskim igrama 2012. u Londonu i dvostruka svjetska prvakinja u bacanju kladiva.

## Karijera
Prvi seniorski nastup Lisenko je ostvarila na Olimpijskim igrama 2004. u Ateni, gdje je bacivši 66,82 metra osvojila 19. mjesto u kvalifikacijama ženskog bacanja kladiva. Svoj prvi uspjeh ostvarila je oborivši Svjetski rekord 15. srpnja 2005. u Moskvi bacivši 77,06 metara, čime je poboljšala rekord koji je držala Rumunjka Mihaela Melinte za 99 centimetara. U kolovozu iste godine osvojila je srebro na Svjetskom prvenstvu u atletici 2005. u Helsinkiju, gdje je bacila 72.46 metara. Dana 12. lipnja 2006. Ruskinja Gulfiya Khanafeyeva je bacila 77,26 metara i ponovno oborila svjetski rekord na Ruskom državnom prvenstvu u Tuli. No, Lisenko je već 24. lipnja bacila 77,41 metar u mjestu Zhukovsky u Moskovskoj oblasti, a već 15. kolovoza u Tallinnu u Estoniji bacila 77,80 metara i postavila novi svjetski rekord. Na Europskom prvenstvu 2006. u Göteborgu osvojila je naslov europske prvakinje oborivši rekord svjetskih prvenstava (76,67 metara). Ipak, 21. srpnja 2007., IAAF je objavio kako je Lisenko pala na doping testu i kako se poništava rekord iz Tallinna.
Godine 2008. ustanovljeno je da je Lisenko kriva zbog korištenja dopinga 6α-methylandrostendione dobila dvogodišnju zabranu, čime su joj se poništili svi rezultati pa i oni 9. svibnja 2007. kad je bacila svoj osobni rekord (78,61 metar). Lisenko se na natjecanja ponovno vratila uzevši titulu ruske državne prvakinje bacivši 76,41 metar.
Na Kupu kontinenata 2010. u Splitu osvojila je zlatno odličje i treće mjesto na IAAF Hammer throw challengeu na kraju godine, bacivši u tri hitca ukupno 223,96 metara. Iste godine na Europskom prvenstvu 2010. u Barceloni osvojila srebrno odličje.
Tijekom 2011. osvojila je naslov Svjetske prvakinje na Svjetskom prvenstvu u atletici 2011. u Daeguu, pobijedivši Betty Heidler, bacivši kladivo preko 75 metara.
Najveći uspjeh karijere ostvarila je osvajanjem zlata na Olimpijskim igrama 2012. u Londonu oborivši novi olimpijski rekord od 78,18 metara.
Na Svjetskom prvenstvu 2013. u Moskvi obranila je naslov Svjetske prvakinje bacivši kladivo 78,80 metara.

## Vanjske poveznice
- Atletski profil na iaaf.org